# Pouya Idani
Pouya Idani est un joueur d'échecs iranien né le 22 septembre 1995 à Ahvaz.
Au 1er septembre 2018, il est le numéro deux iranien avec un classement Elo de 2 589 points.

## Biographie et carrière
Grand maître international depuis 2014, il a remporté le championnat du monde des moins de 18 ans en 2013.
Il a représenté l'Iran lors des olympiades de 2012 et 2014.
Lors de la Coupe du monde d'échecs 2015, il fut éliminé au premier tour par Shakhriyar Mamedyarov.